# Manuel Castro (futbolista)
Luis Manuel Castro Cáceres (Durazno, Uruguay, 27 de septiembre de 1995) es un futbolista uruguayo. Juega como volante derecho y su equipo actual es el Liverpool Fútbol Club de la Primera División de Uruguay.

## Trayectoria
Castro hizo inferiores en Montevideo Wanderers y debutó con el primer equipo el 6 de diciembre de 2014 en una derrota 1-0 en condición de visitante contra Sud América. Empezó a tener rodaje en el año 2016, jugando 20 partidos incluyendo la Copa Sudamericana.
En su última temporada con el club montevideano jugó 35 partidos convirtiendo 11 goles, y fue elegido en el equipo ideal del Campeonato Uruguayo.
El 4 de enero de 2019 se hace oficial su llegada a Estudiantes de La Plata, un paso trascendental en su carrera deportiva.
En enero de 2020 fue cedido a préstamo al Atlanta United de Estados Unidos lugar donde ganará experiencia y mayor continuidad. En diciembre de 2020 retorna a Estudiantes. Jugó once partidos con la camiseta del Atlanta United, todos después del regreso de la actividad post suspensión por la pandemia del Coronavirus. Tan solo cuatro encuentros los disputó como titular.
En 2021 retorna a Estudiantes y se transforma en su mejor temporada, marcado 7 goles, la cual es una buena marca para un mediocampista.
En el triunfo por 1 a 0 frente a Talleres, el 14 de agosto de 2022, la dirigencia de Estudiantes homenajeó al jugador en la previa del encuentro al cumplir 100 partidos jugando en la institución. 
A finales del año 2022 se despide de Estudiantes y con el pase en su poder ficha para el FC Juárez de México.
El 17 de diciembre de 2022, durante un amistoso de pretemporada ante el Querétaro, se lesionó gravemente y sufrió rotura de ligamento cruzado anterior de la rodilla derecha. Meses más tarde, es operado de una lesión de los meniscos. 
En septiembre de 2023 se frustra el pase hacia Talleres de Córdoba por no poder conseguir la ciudadanía argentina.
Luego de recuperarse de la lesión ligamentaria y habiendo disputado un partido, el 10 de julio de 2024 el Fútbol Club Juárez informa que su jugador sufre una nueva lesión de ligamento cruzado anterior y menisco medial de la rodilla derecha; fue evaluado por especialistas y se determinó la reparación quirúrgica de los mismos. 

## Estadísticas

### Clubes
Actualizado hasta su último partido disputado el 7 de julio de 2024.
| Club                                 | Div.          | Temporada     | Liga  | Liga  | Liga   | Copas nacionales | Copas nacionales | Copas nacionales | Torneos internacionales | Torneos internacionales | Torneos internacionales | Total | Total | Total  |
| Club                                 | Div.          | Temporada     | Part. | Goles | Asist. | Part.            | Goles            | Asist.           | Part.                   | Goles                   | Asist.                  | Part. | Goles | Asist. |
| ------------------------------------ | ------------- | ------------- | ----- | ----- | ------ | ---------------- | ---------------- | ---------------- | ----------------------- | ----------------------- | ----------------------- | ----- | ----- | ------ |
| Montevideo Wanderers F. C. · Uruguay | 1.ª           | 2014-15       | 1     | 0     | 0      | —                | —                | —                | —                       | —                       | —                       | 1     | 0     | 0      |
| Montevideo Wanderers F. C. · Uruguay | 1.ª           | 2015-16       | 2     | 0     | 0      | —                | —                | —                | —                       | —                       | —                       | 2     | 0     | 0      |
| Montevideo Wanderers F. C. · Uruguay | 1.ª           | 2016          | 15    | 3     | 2      | —                | —                | —                | 5                       | 0                       | 0                       | 20    | 3     | 2      |
| Montevideo Wanderers F. C. · Uruguay | 1.ª           | 2017          | 25    | 3     | 2      | —                | —                | —                | 4                       | 0                       | 3                       | 29    | 3     | 5      |
| Montevideo Wanderers F. C. · Uruguay | 1.ª           | 2018          | 33    | 11    | 6      | —                | —                | —                | 2                       | 0                       | 0                       | 35    | 11    | 6      |
| Montevideo Wanderers F. C. · Uruguay | Total club    | Total club    | 76    | 17    | 10     | 0                | 0                | 0                | 11                      | 0                       | 3                       | 87    | 17    | 13     |
| Estudiantes de La Plata Argentina    | 1.ª           | 2018-19       | 9     | 1     | 0      | 4                | 1                | 1                | —                       | —                       | —                       | 13    | 2     | 1      |
| Estudiantes de La Plata Argentina    | 1.ª           | 2019-20       | 14    | 1     | 0      | 3                | 0                | 0                | —                       | —                       | —                       | 17    | 1     | 0      |
| Estudiantes de La Plata Argentina    | 1.ª           | 2021          | 19    | 7     | 1      | 14               | 0                | 0                | —                       | —                       | —                       | 33    | 7     | 1      |
| Estudiantes de La Plata Argentina    | 1.ª           | 2022          | 27    | 2     | 4      | 15               | 2                | 3                | 12                      | 3                       | 2                       | 54    | 7     | 9      |
| Estudiantes de La Plata Argentina    | Total club    | Total club    | 69    | 11    | 5      | 36               | 3                | 4                | 12                      | 3                       | 2                       | 117   | 17    | 11     |
| Atlanta United F. C. Estados Unidos  | 1.ª           | 2020          | 10    | 0     | 0      | —                | —                | —                | 1                       | 0                       | 0                       | 11    | 0     | 0      |
| Atlanta United F. C. Estados Unidos  | Total club    | Total club    | 10    | 0     | 0      | 0                | 0                | 0                | 1                       | 0                       | 0                       | 11    | 0     | 0      |
| F. C. Juárez · México                | 1.ª           | C-2023        | —     | —     | —      | —                | —                | —                | —                       | —                       | —                       | 0     | 0     | 0      |
| F. C. Juárez · México                | 1.ª           | 2023-24       | 15    | 2     | 3      | —                | —                | —                | —                       | —                       | —                       | 15    | 2     | 3      |
| F. C. Juárez · México                | 1.ª           | 2024-25       | 1     | 0     | 0      | —                | —                | —                | —                       | —                       | —                       | 1     | 0     | 0      |
| F. C. Juárez · México                | Total club    | Total club    | 16    | 2     | 3      | 0                | 0                | 0                | 0                       | 0                       | 0                       | 16    | 2     | 3      |
| Liverpool F. C. · Uruguay            | 1.ª           | 2025          | 0     | 0     | 0      | —                | —                | —                | —                       | —                       | —                       | 0     | 0     | 0      |
| Liverpool F. C. · Uruguay            | Total club    | Total club    | 0     | 0     | 0      | 0                | 0                | 0                | 0                       | 0                       | 0                       | 0     | 0     | 0      |
| Total carrera                        | Total carrera | Total carrera | 171   | 30    | 18     | 36               | 3                | 4                | 24                      | 3                       | 5                       | 231   | 36    | 27     |
| 1. 2.                                |               |               |       |       |        |                  |                  |                  |                         |                         |                         |       |       |        |

## Redes sociales
- Manuel Castro en X (antes Twitter)
- Manuel Castro en Instagram

- Datos: Q20164673